# Dumasia nitida
Dumasia nitida är en ärtväxtart som beskrevs av Yu e Tsung Wei. Dumasia nitida ingår i släktet Dumasia och familjen ärtväxter. Utöver nominatformen finns också underarten D. n. kurziana.